# 佐々木和宏
佐々木 和宏（ささき かずひろ 1985年- ）は、日本の映像作家、実業家。神奈川県出身。

## 概要
早稲田大学政治経済学部国際政治経済学科卒、英国ヨーク大学大学院にてヴィジュアルエフェクトの分野で修士号を取得。

2010年代前半からSNSのノウハウを紹介する著書を出版し、ソーシャルメディアやデジタルコンテンツのコンサルタントとして活動してきた。

2016年に株式会社in the houseを創業し、日本初のストリートダンスパークを西早稲田に開業した。早稲田大学在学中にダンスサークルSesSionを立ち上げた経緯もあり、学生時代から現在に至るまでストリートダンスと関わりが深い。自身の専門分野であるヴィジュアルエフェクトの知見を生かし、ダンサーにストリートと近い体験のできる練習空間を提供すると共に、安定的な収益源を得ることができるような事業に取り組んでいる。

## 著書
- 「Facebook完全活用術」（2010年、アスキー・メディアワークス）
- 「ビジネスパーソンのためのFacebook活用術」（2011年、アスキー・メディアワークス）
- 「今からはじめるTwitter＆Facebook入門」（2012年、マイナビ出版）
- 「Facebook完全活用術 2013年版」（2013年、アスキー・メディアワークス）
- 「iPhone/iPadではじめるFacebook」 (2013年、アスキー書籍)
- 「いまから楽しむ　インスタグラム」（2015年、マイナビ出版）
- 「定番のLINE & Facebook」（2016年、マイナビ出版）